# Glypta punctifera
Glypta punctifera là một loài tò vò trong họ Ichneumonidae.